# Tarantobelus jeffdanielsi
Tarantobelus jeffdanielsi — вид нематод родини Panagrolaimidae. Паразит тарантулів. Описаний у 2022 році.

## Відкриття
Вперше цих нематод виявили у 2018 році. Один з оптових заводчиків в Каліфорнії помітив білі виділення навклоло у тарантулів, які через декілька днів загинули. Він звернувся за допомогою до Адлера Ділмана, науковця з Каліфорнійського ніверситету у Ріверсайді. Досліджуючи білу масу учений діагностував зараження нематодами.
У павуків переставали рухатися педипальпи, через що тарантули не могли споживати їжу. Ці нематоди живуть лише біля рота тарантула, не заселяючи шлунок. Ймовірно, що вони живляться бактеріями, що живуть у роті павуків. Подальші дослідження показали, що ці нематоди — гермафродити. За життя кожен черв'як здатний народити близько 160 нащадків. У лабораторних умовах тривалість життя нематод становила 11 днів.
Стаття з описом нового виду нематод вийшла у 2022 році. Вид назвали T. jeffdanielsi, на честь американського актора Джеффа Деніелса, який зіграв головну роль у фільмі «Арахнофобія», де його герой врятував місто від навали павуків.